# Андре Дусолије
Андре Дусолије (фр. André Dussollier; 17. фебруар 1946. године), француски је позоришни и филмски глумац, редитељ, сценариста и продуцент. Најпознатије су му улоге у филмовима Три мушкарца и колевка (1985), Чудесна судбина Амелије Пулен (2001), Специјалци из броја 36 (2004), Не реци ником (2006) и Лепотица и звер (2014). Један је од најпопуларнијих глумаца у Француској. 
Између 1993. и 2002. добио је три награде Сезар, два за најбољег глумца у споредној улози за Зимско срце и Соба за официре, а између ове две награде, ону за најбољег глумца 1998. за Знамо ту песму. Године 2015, након четири номинације, добио је Молијерову награду за најбољег глумца.